# قضية مروتارا

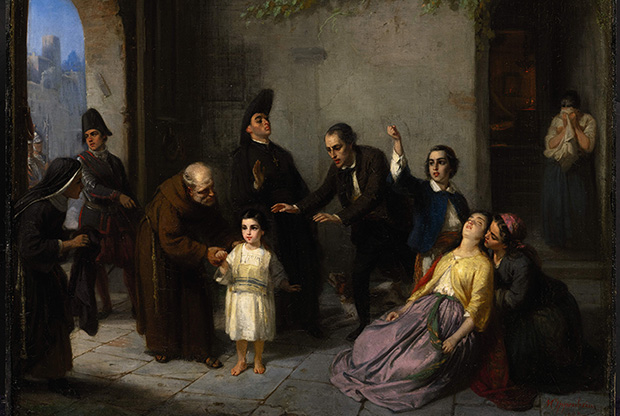
خطف ادجارد مروتارا بريشة موريتز دانيال أوبنهايم عام 1862. هذا التمثيل يغاير بشكل كبير السجل التاريخي للطريقة التي تم اتخاذه موتارا فيها-حيث لم يكن أي رجل دين حاضر، على سبيل المثال.

قضية مروتارا (بالإيطالية: caso Mortara) هي قضية رأي عام استحوذت على اهتمام الكثير في أوروبا والولايات المتحدة في سنوات 1850 و1860. دارت أحداث القضية في الدولة البابوية حيث تم أخذ الطفل اليهودي ادجارد مروتارا البالغ من العمرة ست سنوات من حضن عائلته اليهودية في مدينة بولونيا، عقب شهادة المربية أنها أجرت له معمودية عندما كان مريضًا وهو رضيع. وعلى خلفية القانون الكنسي الذي يقول أن الأطفال المعمدين الكاثوليك يجب تربيتهم في أحضان أسرة كاثوليكية ليحظوا بتربية كاثوليكية، قامت الشرطة البابوية بنقل الطفل إلى روما تحت حماية البابا بيوس التاسع، والذي رفض النداءات اليائسة لوالدين الطفل لعودته. عندما بلغ الطفل اليهودي ادجارد مروتارا أصبح في نهاية المطاف كاهن كاثوليكي وعمل في التبشير بين اليهود. أثارت القضية حفيظة الأوساط الليبرالية المحلية والدولية ضد سياسة الدولة البابوية والتي ساهمت في سقوطها عقب توحيد إيطاليا.
في أواخر عام 1857 سمع محقق مدينة بولونيا الكاهن بيير فيليتّي أنّ المربية آنا موريسيّ، التي كانت تعمل في منزل آل مروتارا لمدة ست سنوات، أنها قامت بتعميد ادجارد سرًا عندما كان يُعتقد انه كان على وشك أن يموت كطفل رضيع. وحكمت محاكم التفتيش الرومانية في بولونيا أن الطفل بشكل لا رجعة فيه هو كاثوليكي، ولأن الدولة البابوية نهت عن تربية المسيحيين على أيدي أفراد من ديانات أخرى، أمرت المحكمة أن يؤخذ الطفل من أهله وأن يترعرع من قبل الكنيسة. وجاءت الشرطة البابوية إلى منزل موتارا وقت متأخر من يوم 23 يونيو 1858 وأخذت الطفل ادجارد في المساء التالي.
بعد أن سُمح لوالد الطفل بزيارته خلال شهري أغسطس وسبتمبر، ظهرت روايتين مختلفين تمامًا؛ الأولى تقول أن الصبي أراد العودة إلى عائلته وإيمان أجداده، في حين أن الرواية الثانية تقول أن الصبي قد تعلم التعليم المسيحي تمامًا، وأراد من والداه أن يعتنقوا المسيحية كذلك. شنت احتجاجات دولية، ضد البابا. بعد نهاية حكم البابوية في بولونيا في عام 1859، حوكم الأب فيليتّي لدوره في أخذ الطفل موتارا، ولكن تمت تبرئة لاحقًا عندما قررت المحكمة انه كان مجرد تابع لأوامر محاكم التفتيش الرومانية. أعتبر بيوس التاسع بمثابة الأب البديل، وتم تدريب موتارا للكهنوت في روما حتى تم انتهاء حكم الدولة البابوية في روما والإستيلاء على المدينة من قِبل مملكة إيطاليا عام 1870. وغادر ادجارد مروتارا إيطاليا إلى فرنسا حيث كان يبلغ عمر يناهز 21. وأمضى الأب موتارا معظم حياته في خدمة الكنائس والتبشير خارج إيطاليا، وتوفي في بلجيكا في عام 1940، عن عمر 88.
بالنسبة للكثيرين، كانت الإجراءات البابوية في القضية خطأ والتي أدت إلى نهاية حكم الدولة البابوية. سلّط العديد من المؤرخين الضوء على هذه القضية كواحدة من أهم الأحداث البابوية في عصر بيوس التاسع، والذي شهد عصره في عام 1858 فقدان معظم أراضي بلاده وسقوط روما بعد توحيد إيطاليا. أدت القضية إلى تغيير سياسة الإمبراطور الفرنسي نابليون الثالث، الذي تحول من دعم وعدم التخلي عن البابا بيوس التاسع ومعارضة الحركة من أجل الوحدة الإيطالية لدعم الوحدة بنشاط. التأريخ الإيطالي التقليدي للوحدة الإيطالية لا يعطي الكثير الأولوية لقضية موتارا. أعيد النظر وفتح القضية من جديد من خلال المؤرخين اليهود في القرن العشرين.